# Buczynka (województwo dolnośląskie)
Buczynka – wieś w Polsce położona w województwie dolnośląskim, w powiecie lubińskim, w gminie Lubin.

## Podział administracyjny
W latach 1975–1998 miejscowość administracyjnie należała do województwa legnickiego.

## Demografia
Według Narodowego Spisu Powszechnego (III 2011 r.) liczyła 50 mieszkańców. Jest najmniejszą miejscowością gminy Lubin.